# Bestockung

Bestockung bei der Gerste (Hordeum vulgare)

Unter Bestockung (englisch: tillering, französisch: tallage) versteht man die Verzweigung am Stängelgrund, die besonders häufig bei Süßgräsern (Poaceae) auftritt. Bestockung führt dazu, dass sich beispielsweise aus einer Frucht eine Pflanze mit vielen blühenden Sprossen entwickelt.
Die Bestockung besteht in der Bildung von Seitentrieben, die von basalen, in der Regel unterirdisch liegenden Knoten ausgehen, in der Regel von demjenigen, der der Erdoberfläche am nächsten liegt. Die aus der Bestockung hervorgehenden Seitentriebe erreichen beim Getreide dieselbe Höhe und blühen gleichzeitig mit dem Haupttrieb. Die Bestockungsfähigkeit, das heißt die Anzahl der Seitentriebe pro Pflanze, ist variabel und von der Art abhängig. Bei Weide- oder Rasengräsern ist die Bestockung von der Nutzungsintensität abhängig, sie steigt mit der Schnittfrequenz an. Bei mehrjährigen Gräsern blühen die durch Bestockung entwickelten Seitentriebe in der Regel erst später als der primäre Trieb. Mehrjährige Weidegräser können so horstartige Wurzelstöcke ausbilden.
In der Phänologie der Getreidepflanzen nach dem BBCH-Code wird die Bestockung als drittes Entwicklungsstadium, nach der Keimung und der Blattentwicklung der ersten Laubblätter, gefasst, das darauf folgende Stadium ist das Schossen.